# محمد صفوت
محمد صفوت مواليد 19 سبتمبر 1990 في المنصورة، هو لاعب كرة مضرب مصري يلعب باليد اليمنى ويحتل حالياً المرتبة رقم. 249 (21 يوليو 2014) في تصنيف رابطة محترفي كرة المضرب.

## الألعاب الأولمبية الصيفية 2020
شاركت مصر بلاعبيّ تنس في أولمبياد طوكيو 2020 لأول مرة في تاريخها الأولمبي؛ ميار شريف ومحمد صفوت، وذلك بتحقيقهما ذهبية منافسات فردي الرجال والسيدات على الترتيب في الألعاب الأفريقية 2019 في الرباط، المغرب.
| الرياضيّ/ة | الحدث                            | دور الـ64                               | دور الـ32     | دور الـ16     | ربع النهائي   | نصف النهائي   | النهائي / م.ب. | النهائي / م.ب. |
| الرياضيّ/ة | الحدث                            | الخصم النتيجة                           | الخصم النتيجة | الخصم النتيجة | الخصم النتيجة | الخصم النتيجة | الخصم النتيجة  | الترتيب        |
| --------- | -------------------------------- | --------------------------------------- | ------------- | ------------- | ------------- | ------------- | -------------- | -------------- |
| محمد صفوت | التنس – فردي الرجال [الإنجليزية] | دانيال إلهي غالان (كولومبيا) خ 5–7, 1–6 | لم يتأهل      | لم يتأهل      | لم يتأهل      | لم يتأهل      | لم يتأهل       | لم يتأهل       |

## روابط خارجية
- محمد صفوت على موقع رابطة محترفي التنس (الإنجليزية)
- محمد صفوت على موقع الاتحاد الدولي لكرة المضرب (الإنجليزية)
- محمد صفوت على موقع كأس ديفيز (الإنجليزية)
- محمد صفوت على موقع خلاصة التنس.كوم (الإنجليزية)
- محمد صفوت على موقع إي إس بي إن.كوم (الإنجليزية)
- محمد صفوت على موقع أوليمبيديا (الإنجليزية)